# Puchar BVA mężczyzn (2016)
Puchar BVA mężczyzn 2016 (oficjalnie: Men's BVA Cup 2016) – dziewiąta edycja turnieju o puchar krajów bałkańskich organizowanego przez Balkan Volleyball Association (BVA). Rozgrywki odbyły się w dniach 8-9 października 2016 roku w Bijeljinie w Bośni i Hercegowinie.
W Pucharze BVA 2016 wzięły udział cztery zespoły. Rozgrywki składały się z półfinałów, meczu o 3. miejsce oraz finału.
Puchar BVA zdobył klub Galatasaray. Uzyskał on prawo gry w sezonie 2016/2017 w Pucharze Challenge.

## Drużyny uczestniczące
| Państwo              | Drużyna             |
| -------------------- | ------------------- |
| Bośnia i Hercegowina | OK Radnik Bijeljina |
| Rumunia              | CSM București       |
| Serbia               | Spartak Ljig        |
| Turcja               | Galatasaray         |

## Hala sportowa
| Sportska dvorana Gimnazije "Filip Višnjić" |
| ------------------------------------------ |
| Bijeljina, Bośnia i Hercegowina            |
| Pojemność: 800 miejsc                      |

## Rozgrywki

### Drabinka
|  |                     |                     |             |                   |   |              |              |       |
|  | Półfinały           | Półfinały           | Półfinały   |                   |   | Finał        | Finał        | Finał |
|  | Półfinały           | Półfinały           | Półfinały   |                   |   | Finał        | Finał        | Finał |
|  |                     |                     |             |                   |   |              |              |       |
|  |                     |                     |             |                   |   |              |              |       |
|  | Spartak Ljig        | Spartak Ljig        | 3           |                   |   |              |              |       |
|  | Spartak Ljig        | Spartak Ljig        | 3           |                   |   |              |              |       |
|  | OK Radnik Bijeljina | OK Radnik Bijeljina | 0           |                   |   |              |              |       |
|  | OK Radnik Bijeljina | OK Radnik Bijeljina | 0           |                   |   | Spartak Ljig | Spartak Ljig | 0     |
|  |                     |                     |             |                   |   | Spartak Ljig | Spartak Ljig | 0     |
|  |                     |                     | Galatasaray | Galatasaray       | 3 |              |              |       |
|  | Galatasaray         | Galatasaray         | Galatasaray | Galatasaray       | 3 | 3            |              |       |
|  | Galatasaray         | Galatasaray         |             |                   |   |              |              |       |
|  | CSM București       | CSM București       | 0           |                   |   |              |              |       |
|  | CSM București       | CSM București       | 0           | Mecz o 3. miejsce |   |              |              |       |
|  |                     |                     |             |                   |   |              |              |       |
|  |                     |                     |             |                   |   |              |              |       |
|  |                     |                     |             |                   |   |              |              |       |
|  | CSM București       | CSM București       | 3           |                   |   |              |              |       |
|  | CSM București       | CSM București       | 3           |                   |   |              |              |       |
|  | OK Radnik Bijeljina | OK Radnik Bijeljina | 0           |                   |   |              |              |       |
|  | OK Radnik Bijeljina | OK Radnik Bijeljina | 0           |                   |   |              |              |       |

### Półfinały
| Data       | Godzina | Drużyna 1    | Wynik | Drużyna 2           | Set 1 | Set 2 | Set 3 | Set 4 | Set 5 |
| ---------- | ------- | ------------ | ----- | ------------------- | ----- | ----- | ----- | ----- | ----- |
| 08.10.2016 | 16:00   | Spartak Ljig | 3:0   | OK Radnik Bijeljina | 25:15 | 25:21 | 25:18 |       |       |
| 08.10.2016 | 19:00   | Galatasaray  | 3:0   | CSM București       | 25:15 | 25:15 | 25:23 |       |       |

### Mecz o 3. miejsce
| Data       | Godzina | Drużyna 1           | Wynik | Drużyna 2     | Set 1 | Set 2 | Set 3 | Set 4 | Set 5 |
| ---------- | ------- | ------------------- | ----- | ------------- | ----- | ----- | ----- | ----- | ----- |
| 09.10.2016 | 14:00   | OK Radnik Bijeljina | 0:3   | CSM București | 20:25 | 15:25 | 16:25 |       |       |

### Finał
| Data       | Godzina | Drużyna 1    | Wynik | Drużyna 2   | Set 1 | Set 2 | Set 3 | Set 4 | Set 5 |
| ---------- | ------- | ------------ | ----- | ----------- | ----- | ----- | ----- | ----- | ----- |
| 09.10.2016 | 17:00   | Spartak Ljig | 0:3   | Galatasaray | 21:25 | 21:25 | 20:25 |       |       |

## Klasyfikacja końcowa
| Miejsce | Klub                |
| ------- | ------------------- |
| 1       | Galatasaray         |
| 2       | Spartak Ljig        |
| 3       | CSM București       |
| 4       | OK Radnik Bijeljina |